# Jacqueline Collen
Jacqueline Marie Collen (còn biết đến với tên Jackie Collen, sinh ngày 27 tháng 02 năm 1968) là một nữ diễn viên người Mỹ. Cô được biết đến với vai diễn cô phù thủy xinh đẹp, hấp dẫn Maeve trong loạt phim truyền hình Những cuộc phiêu lưu của Sinbad.

## Cuộc đời
Jacqueline Collen được sinh ra tại một trang trại bỏ hoang ở tiểu bang Colorado nước Mỹ vào ngày 27 tháng 2 năm 1968. Cô đã làm việc trong nhiều năm với vai trò là một người mẫu trước khi trở thành một nữ diễn viên. Jacqueline được biết đến với vai Maeve trong loạt phim Những cuộc phiêu lưu của Sinbad. Cô đóng vai Maeve trong những tập đầu của bộ phim, sau đó vì một tai nạn giao thông nên cô đã không thể đóng tiếp đến cuối bộ phim và được thay thế bằng Mariah Shirley với vai diễn tương đương. Tuy vậy cô vẫn để lại một hình ảnh đẹp về một cô phù thủy tóc vàng, hấp dẫn và xinh đẹp luôn đi theo chàng thủy thủ Sinbad.
Sau đó cô đã kết hôn với tay guitar Phil Collen của ban nhạc Def Leppard. Họ có một đứa con với nhau, một con trai tên là Rory. Cặp vợ chồng này sau đó ly dị, và Jacqueline kết hôn lần thứ hai với Dean Tarrolly. Họ có một con gái với nhau tên là Antonia. Jacqueline hiện không còn đóng phim nữa và làm họa sĩ với nghệ danh Jacqueline Collen-Tarolly. Cô tập trung vào chăn nuôi ngựa và các tác phẩm nghệ thuật tự mình sáng tác.

### Những cuộc phiêu lưu của Sinbad
Trong phim, Maeve là nữ phù thủy gốc xen-tơ, từng bị giết bằng thuật siêu linh. Tính tình cô hơi nóng nảy và ngay từ đầu không thân với Sinbad. Cô chỉ xuất hiện trong phần đầu tiên và tập thứ nhất của phần hai khi cơn bão dữ cuốn cô văng khỏi thuyền Nomad, sau đó mọi người phát hiện pháp sư Dim-Dim bị mất tích lâu nay đã mang cô đi nhằm tránh hiểm họa từ Rumina, mụ phù thủy đối đầu của Sinbad và Maeve. Cô có một người bạn là con chim ưng Dermott.

## Danh sách phim tham gia
- The Edge (1992)
- Baywatch (1994)
- Blue Skies (1994)
- Renegade (1994)
- Anh hùng Hercules (1995)
- Đường Mott (1995)
- PCH (1995)
- Live Shot (1995)
- Thái Bình Dương (1996)
- Những cuộc phiêu lưu của Sinbad (1996 - 1997)
- Jerry Maguire (1996)
- Nếu vẻ ngoài có thể giết chết (1996)
- High Tide (1996)
- Silk Stalkings (1996)
- Beverly Hills, 90210 (1997)
- Conan (1997 - 1998)
- Đề xuất nguy hiểm (1998)
- Kim cương (1999).